# 日座裕介
日座 裕介（ひざ ゆうすけ、1978年11月27日 - ）は、TVｰCM、ショートフィルム、ミュージック・ビデオを中心に活動する映像作家、CMディレクター、クリエイティブ・ディレクター。世界最高峰の広告祭カンヌライオンズにて日本唯一の銅賞受賞。他国内外の広告祭、映画祭に多数受賞。大阪の高齢女性アイドルグループ「オバチャーン」の仕掛け人、プロデューサー。劇団満員劇場御礼座にて作・演出も手がける。
大阪芸術大学客員准教授。

## 来歴
早稲田大学第二文学部在籍時より広告写真家の吉村則人、橋本祐二に師事。ドキュメンタリー作家の原一男のもとで映像を学ぶ。卒業後、CM制作会社や広告代理店での勤務を経て2013年に独立。2018年にクリエイティブカンパニーDADANを設立。

## 広告
- ソフトバンク
- 日本コカ・コーラ
- 任天堂
- タケダ
- 森永製菓
- 味覚糖
- ダスキン
- ロート製薬
- キヤノン
- ソニー
- 大阪ガス
- 関西テレビ放送
- 明治安田生命保険
- ユニバーサル・スタジオ・ジャパン
- 牛乳石鹸共進社
- ノーベル製菓
- UCC上島珈琲
- 家庭教師のトライ
- ベルコ
- 大阪府警察
- 大阪市消防局
- ユニー
- DMM.com
- クラシエ
- ダイキン工業
- 大日本除虫菊

## 受賞した参加作品

### 監督作
「となりの肯定ペンギン」 
中之島映画祭優秀賞（2020年）

### その他
「GINZAN BOYZ　第1弾MV：ギンギラ銀山パラダイス-GGGZPDS-」（総合PR+演出）
大阪広告協会HAHAHA OSAKA CREATIVITY AWARDS 特別賞（2019年）
「牛乳石鹸WEBムービー『穴があったら』篇」（演出）
カンヌライオンズ 国際クリエイティビティ・フェスティバルフィルム部門ブロンズ（2022年）
「森永製菓チョコボール なんと4.8秒! #短すぎるカラオケ選手権」（演出）
ACC TOKYO CREATIVITY AWARDS シルバー、ブロンズ（2023年）
瑞浪市シティプロモーション動画「奇跡の化石」（脚本・監督・ミュージカル曲作詞）
映文連アワード2023優秀企画賞（2024年）
日本国際観光映像祭優秀賞（2024年）